# Ross Webster
Pour l’article homonyme, voir Webster.
Allan Ross Webster (24 mars 1903-3 janvier 1988) est un importateur, marchand et homme politique fédéral du Québec.

## Biographie
Né à Duluth dans le Minnesota aux États-Unis, il devient député du Parti progressiste-conservateur du Canada dans la circonscription fédérale de Saint-Antoine—Westmount en 1958. Il ne se représente pas en 1962. Il avait prédemment été défait en 1957, par le libéral George Carlyle Marler.